# Zoran Tošić
Zoran Tošić (cirill betűkkel:Зоран Тошић; Nagybecskerek, Jugoszlávia, 1987. április 28. –) szerb labdarúgó, aki jelenleg az Taizhou Yuandaban játszik.

## Pályafutása

### Kezdeti évek
Tošić szülővárosában, Nagybecskereken kezdett futballozni a Proleter Zrenjaninban. A 2005/06-os szezon közepén a Budućnost Banatski Dvorhoz igazolt. Később a két csapat egyesült, így jött létre az FK Banat Zrenjanin, ahol a játékos folytatta a pályafutását.
A Banatban és a szerb válogatottban nyújtott jó teljesítményével Tošić hamar felhívta magára rangosabb európai csapatok figyelmét is. Egyelőre azonban még nem hagyta el Szerbiát, 2007 nyarán az FK Partizanhoz szerződött.

### Manchester United
2008. november 22-én olyan hírek jelentek meg a Daily Mailben, melyek szerint a Manchester United megegyezett a Partizannal Tošić leigazolását illetően és a középpályás 2009 januárjában az angolokhoz igazol. Az átigazolás már csak a munkavállalási engedélytől függött, de november 28-án ezt is megkapta a játékos. Ezután többen arról kezdtek beszélni, hogy a United nem tudott megegyezni a játékossal a szerződése feltételeiről, de 2009. január 2-án hivatalossá vált, hogy Tošić és csapattársa, Adem Ljajić a manchesterieknél folytatja karrierjét. Tošić a 14-es számú mezt kapta meg.
2009. január 20-án került először közel az első csapathoz, amikor a kispadról nézte végig a Derby County elleni Ligakupa-meccset. Négy nappal később, egy Tottenham Hotspur elleni FA Kupa-találkozón debütált a Vörös Ördögöknél, a 72. percben csereként váltotta Cristiano Ronaldót. A bajnokságban január 27., a West Bromwich Albion kapott először lehetőséget. A tartalékcsapatnak az egész szezon során fontos tagja volt, a Manchester Senior Cup döntőjében éppen ő lőtte a győztes gólt.

### CSZKA Moszkva
A CSZKA Moszkva leigazolta a Manchester United szélsőjét!
A 22 éves játékos 5 évre írt alá az orosz klubhoz, az átigazolás árát nem hozták nyilvánosságra!
Tosic nem játszott sokat a manchesteri klubnál, januárban az 1. FC Kölnhöz került kölcsönbe, de Sir Alex továbbra sem tartott rá igényt, a CSZKA Moszkva meg leigazolta!

## Válogatott
Tošić először 2007. március 23-án léphetett pályára a szerb U21-es válogatottban Belgium ellen. Néhány nappal később az U21-es portugál csapat ellen is szerephez jutott és gólt is szerzett. A 2007-es U21-es Eb-n is részt vett, ahol a szerbek a döntőig meneteltek.
A felnőtt válogatottba 2007. augusztus 31-én kapott behívót a Finnország és Portugália elleni Eb-selejtezőkre, a finnek ellen be is mutatkozhatott. Részt vett a 2008-as pekingi olimpián is.